# Nåt annat, nån annanstans
Nåt annat, nån annanstans är Thomas Stenströms debutalbum. Det utgavs den 13 juni 2012.

## Låtlista
1. Fatta det
2. Svarta ögon
3. Krossade drömmar
4. Detsamma
5. Full av liv
6. Jag kommer aldrig mer tillbaks
7. Skall aldrig mer få bränna mig
8. Springer om er
9. Vill ni ha mod
10. Ge mig en dag till
11. Där och då